# Bitva u Olomouce (1468)
Bitva u Olomouce byla válečným střetem mezi českým vojskem loajálním zvolenému českému králi Jiřímu z Poděbrad, mj. tzv. bratříků, pod velením Ctibora Tovačovského z Cimburka a Viktorína z Poděbrad s vojsky olomouckého biskupa Tase z Boskovic a uherskými oddíly uherského krále a českého vzdorokrále Matyáše Korvína v rámci tažení křížové výpravy v počáteční fázi tzv. česko-uherských válek. Odehrála se někdy začátkem října roku 1468 v okolí města Olomouce na střední Moravě a skončila porážkou oddílů Poděbradské jednoty a jejich zahnáním na ústup.

## Pozadí
Dne 23. prosince 1466 prohlásil papež Pavel II. Jiřího z Poděbrad jako kacíře za sesazeného z trůnu a vyhlásil proti kališnickým Čechám křížovou výpravu. Útokům houfů křižáků z okolních zemí, stejně jako akcím domácí katolické Zelenohorské jednoty, vojska Jiřího z Poděbrad úspěšně čelila. V březnu roku 1468 zahájil přímý boj vykonavatel papežské klatby uherský král Matyáš Korvín. Vpadl na Moravu a postupně likvidoval Jiřího pozice: postupně byla dobyta Třebíč, opevněný klášter Hradisko u Olomouce, posléze po půlročním obléhání také hrad Špilberk v Brně. Výprava Čechů proti Matyášovým vojskům skončila katastrofou, když v bitvě u Zvole bylo české vojsko rozprášeno a jeho velitel Zdeněk Kostka z Postupic byl smrtelně zraněn.  
V boji na Moravě proti Korvínovi a jeho spojencům měly pokračovat spojené voje Jiřího syna Viktorína z Poděbrad, vrchního velitele královského vojska a Ctibora Tovačovského z Cimburka, jednoho z nejmocnějších moravských šlechticů, veterána husitských válek a také spisovatele. Společně o rok dříve táhli do Slezska, kde roku 1466 proti moci českého krále díky angažmá vratislavského biskupa Jošta II. z Rožmberka povstala slezská Vratislav a další města, a vybojovali vítězné bitvy u Pačkova (voj Tovačovského) a u Frankenštejnu (voj Poděbrada), roku 1468 pak Viktorín vedl královskou armádu v bojích v Rakousích, při obléhání Třebíče, kterou ztratil, a úspěšně pak táhl přes jižní Moravu. Cílem tohoto tažení bylo především pomoci obléhanému kláštěru Hradisko vojenskou posilou a zásobami, stejně jako pomsta za smrt Zdeňka z Postupic. Voj postupoval směrem ku Kroměříži a hodlal zaútočit na Olomouc.

## Průběh bitvy

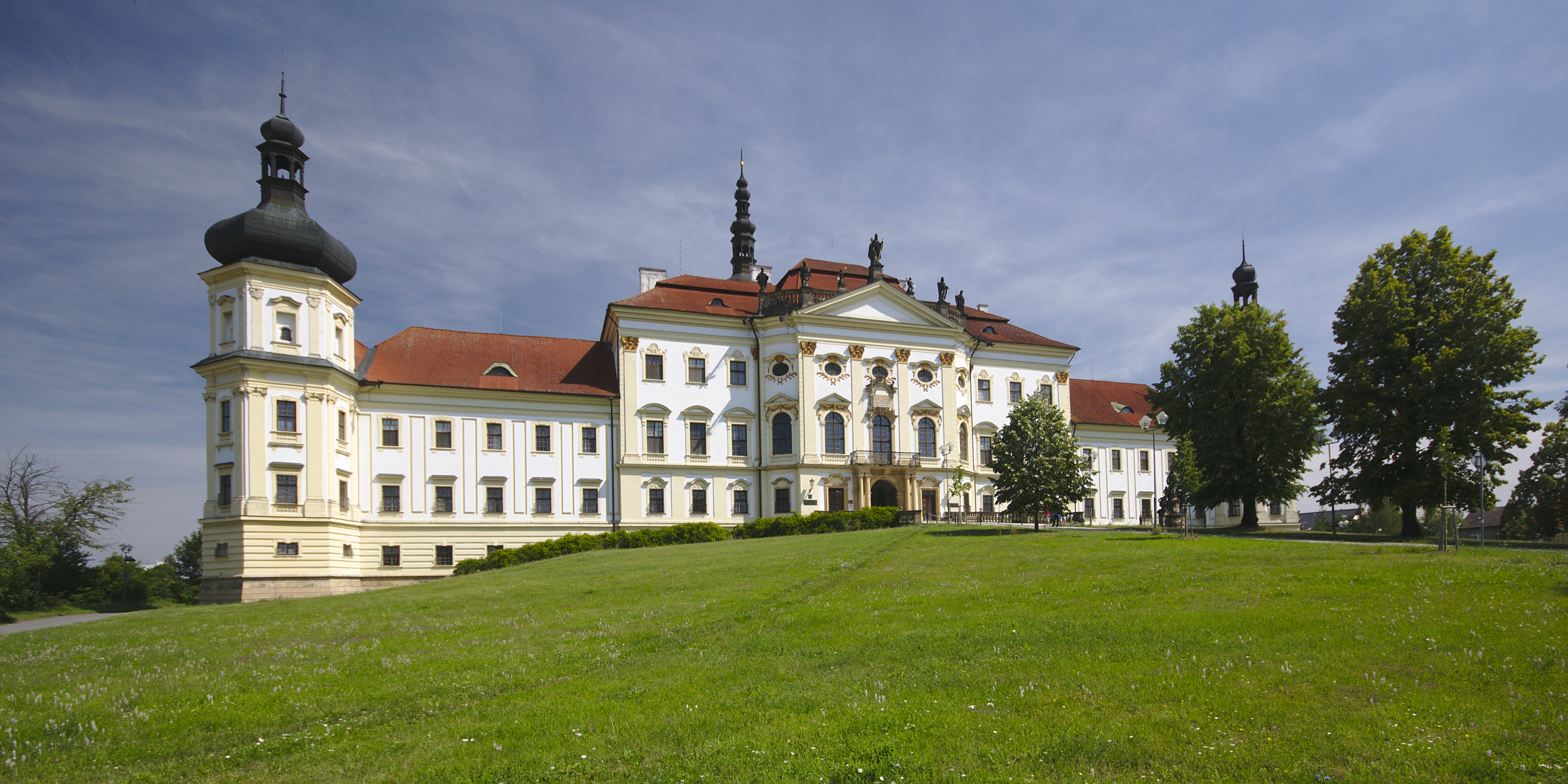
Klášter Hradisko u Olomouce (po barokní přestavbě z let 1726–1736)

Královské vojsko se k Olomouci přiblížilo patrně od západu či od jihu. Je zaznamenáno, že byl proti němu proveden výpad olomouckých obránců, patrně podpořených obléhacími jednotkami z nedalekého Hradiska a uherskými oddíly, a v místech před Olomoucí byla svedena tuhá bitva, která skončila odražením útoku Ctibora Tovačovského a obrácení jeho vojska na ústup.
František Palacký ve svém letopisu Dějiny národu českého v Čechách a v Moravě (5. díl) uvádí jako místo střetu již předměstí Kroměříže.
Celkové ztráty na straně královského vojska, tj. padlí a zajatí, v bitvách na Moravě a Slezsku toho období vyčíslují české prameny na 3000 padlých. Lze tedy předpokládat, že během srážky před Olomoucí ztratilo Ctiborovo a Viktorínovo vojsko přes 1000 mužů.

## Hodnocení bitvy
Porážka znamenala selhání zásobovací výpravy, která přispěla ke kapitulaci posádky kláštera 10. října 1468. Posledním úspěchem toho roku na Moravě bylo pak prosincové Viktorínovo dobytí Uherského Hradiště, kde s vojskem přezimoval.
Začátkem roku 1469 pak Korvín vypravil i tažení do Čech, následně byl však v únoru zastaven při obklíčení vojsky krále Jiřího u Vilémova. I přes slib, že o českou korunu přestane usilovat, který u Vilémova Jiřímu dal, se posléze v květnu nechal s pomocí biskupa Tase z Boskovic v Olomouci korunovat českým králem a pak v podstatě svrchovaně vládl na Moravě až do své smrti. V bojích na jižní Moravě byl pak koncem června 1469 Viktorín zajat a převezen na Trenčínský hrad, odkud byl propuštěn až po dvou letech. Královské vojsko pod velením Jindřicha z Poděbrad pak v listopadu 1469 dosáhlo vítězství u Uherského Brodu a donutila Korvína se stáhnout do Horních Uher.
Další tažení na Moravu pak zahájil Korvín v létě 1470: 26. června obléhal Hodonín, 12. července pak zvítězil při přepadu oddílů Václava Vlčka v bitvě na říčce Valové, v dalším postupu do Čech mu zabránilo mj. tažení královny Johany pod jejím osobním vedením. Česko-uherské války pak pokračovaly i po smrti krále Jiřího z Poděbrad roku 1471, byť v menším rozsahu a intenzitě, kdy jej ve sporu o následnictví a legitimitu českého trůnu s Matyášem nahradil Vladislav Jagellonský. Spor mezi oběma panovníky formálně urovnala Olomoucká smlouva, střety v dílčí míře však probíhaly až do smrtí Matyáše Korvína smrti roku 1490.